# Desmodium johnstonii
Desmodium johnstonii är en ärtväxtart som beskrevs av Bernice Giduz Schubert. Desmodium johnstonii ingår i släktet Desmodium och familjen ärtväxter. Inga underarter finns listade i Catalogue of Life.